# As Time Goes By
As Time Goes By (en español: A medida que pasa el tiempo) es el título de una canción compuesta por Herman Hupfeld para la comedia musical teatral: "Everybody's Welcome" (Todo el mundo es bienvenido), de Broadway en el año 1931. Esta canción fue interpretada por Frances Williams en el show original y grabada por varios artistas en 1931, incluyendo a Rudy Vallee.
La canción fue llevada más tarde, en 1942, a la película Casablanca, en la que Dooley Wilson interpretó un fragmento en el papel del pianista Sam; una de las escenas más recordadas de la historia del cine. La melodía de esta canción sirvió además como base para la banda sonora de la película. Una reedición de la versión de 1931, hecha por Rudy Vallee, se convirtió en un éxito de ventas ese año. Un fragmento de la canción aparece en la secuencia de presentación de las películas de Warner Bros., ya que "Casablanca" es posiblemente su película más famosa.

## Letra
El fragmento más conocido de la letra es:
You must remember this
A kiss is just a kiss, a sigh is just a sigh.
The fundamental things apply
As time goes by.
En español:
"Debes recordar esto
un beso es solo un beso, un suspiro es solo un suspiro.
Las cosas fundamentales suceden
mientras el tiempo pasa".

## Versiones
El tema ha tenido muchísimas versiones (covers) en varios idiomas, pero sin duda la más famosa es la que grabó la estadounidense Carly Simon, que alcanzó casi tanta popularidad como la versión de la película. Otras versiones conocidas fueron interpretadas por cantantes como Bing Crosby, Frank Sinatra, Sammy Davis Jr., Louis Amstrong, Nat King Cole, Natalie Cole, Rod Stewart,  Yuri, Jimmy Durante, Minami Takayama (interpretación realizada para la película de Love Live!) y muchos otros.
La versión en español en América más célebre, es la interpretada por los cantantes cubanos Omara Portuondo e Ibrahim Ferrer en la que el fragmento anterior es:
"No debes olvidar
Besar siempre es besar, igual que suspirar
En lo fundamental será
Que el tiempo va"
En España fue popularizada por el cantante José Valero, acompañado por la Orquesta Martín de la Rosa. la adaptación al español fue realizada por el letrista Santiago Guardia Moreu, que firmaba con el pseudónimo de M. Parera, con el título de "Mientras el tiempo pasa".  
El título de la canción se suele traducir al español como El tiempo pasará, aunque la adaptación correcta sería A medida que pasa el tiempo, o como dice en el fragmento de más arriba, Conforme pasa el tiempo. También fue grabada en los años sesenta por el grupo mexicano de Rock and Roll Los Juniors, se tituló "A través de los años", también alcanzó en esta oportunidad amplia popularidad, lo que la hizo inmensamente conocida en los tiempos de los ídolos del rock en español en México; y por cantante mexicana Yuri realizó un cover en español titulado Decir adiós para su álbum Obsesiones en 1992, cuya traducción estuvo a cargo de Luis Gómez Escobar.

## Un icono de Warner Bros.
Con los años, la canción ha construido una sólida relación con la Warner Bros. Siendo conocida por hablar principalmente de amor, esta temática es evidente entre varias parejas de Warner Bros. como:
- Bugs Bunny y Lola Bunny (Looney Tunes)
- Superman y Lois Lane (DC Comics)
- Pedro Picapiedra y Vilma Picapiedra (Los Picapiedra de Hanna-Barbera)
- Pablo Mármol y Betty Mármol (Los Picapiedra de Hanna-Barbera)
- Pebbles Picapiedra y Bam Bam Mármol (Los Picapiedra de Hanna-Barbera)
- Super Sónico y Ultra Sónico (Los Supersónicos de Hanna-Barbera)
- Fred Jones y Daphne Blake (Scooby-Doo de Hanna-Barbera)
- Gwen Tennyson y Kevin Levin (Ben 10 de Cartoon Network)